# Trailer Park Sex
Trailer Park Sex (Kurzform TPS) war eine deutsch-argentinische Metalcore und Post-Hardcore Band aus Hamburg-St. Pauli. Die Band war von 2009 bis 2017 aktiv und gehörte der DIY-Bewegung an.

## Geschichte
Die Band wurde im Mai 2009 von Juan Gracia und Lea Swetlana als Trailer Park Sex gegründet. Der Name der Band war eine Anspielung auf den Song Trailer Park Jesus (engl. Trailer Park, dt. „Wohnwagensiedlung“) der New Yorker Band Glassjaw. 2010 wurde in den Daily Hero Studios Berlin die komplett als Duo eingespielte EP Now or Fucking Never aufgenommen, die von Marc Wüstenhagen produziert und von Alex Kloos bei Time Tools Mastering in Hannover gemastert wurde. Got No Candy und Fucking Nazis in a Beautiful Budapest wurden als Videosingles ausgekoppelt. Das Musikvideo Got No Candy wurde 2011 vom überregionalen Musikfernseher iM1 in dessen Programmstrecke iM1 Rocks ausgestrahlt.
Während ihrer „Now or Fucking Never Tour“ im Jahr 2012 spielte Trailer Park Sex auf zahlreichen Bühnen in Deutschland und im umliegenden Ausland, unter anderem mit Sodom und Deadlock, sowie im Rahmen ihrer „Transatlantic Warfare Alliances Tour“ auch mit der brasilianischen Band Andralls. Ebenfalls im Jahr 2012 nahm die Band am Wacken Metal Battle teil und erreichte das Halbfinale Nord in Bad Grund. Beim Hard Rock Rising – Global Battle of the Bands 2012 kam die Band in Hamburg ins Finale und erzielte dort den zweiten Platz, während sie beim Voting siegte. Beim Hard Rock Rising 2013 konnte die Band verletzungsbedingt im Semifinale nicht antreten.
Anfang 2013 veröffentlichte die Band ihr erstes Album Struggle. Beteiligt waren wieder Produzent Marc Wüstenhagen, mittlerweile mit eigenem Studio MAW Recordings, und Alex Kloos von Time Tools Mastering. Requiem for the Bloodless, We’ve Got Business und Ain’t No Life wurden als Videosingles ausgekoppelt. Die anschließende komplett selbstgebuchte „Strugglin’ the Americas Tour“ brachte die Band nach Nord- und Südamerika; besucht wurden u. a. die USA, Kanada, Argentinien und Uruguay. Seit ihrer Gründung hatte die Band zahlreiche Auftritte im In- und Ausland; u. a. gab sie bis Frühjahr 2013 mehr als hundert Konzerte in Deutschland und Westeuropa, darunter Belgien, England, Italien, Niederlande, Österreich, Polen, die Schweiz und Spanien. Einige Musiker (Zander, Nestler, Hardmann) kamen von 2010 bis 2013 jeweils nur vorübergehend zur Band hinzu.
Ende 2013 veröffentlichte Trailer Park Sex die EP Transatlantic, die in Zusammenarbeit mit der Band Radical aus Uruguay entstand, um den Freispruch des US-amerikanischen Musikers Randy Blythe – der im Dezember 2012 in Tschechien wegen Totschlag angeklagt und im März 2013 freigesprochen wurde – zu zelebrieren. Diesmal übernahm Stammproduzent Marc Wüstenhagen das Mischen und Mastern, sowie auch einige Gitarren- und Bassparts. Kurz nach die Entstehung dieser EP verließ Hendrik Schmidt die Band.
Im Januar 2015 veröffentlichte Trailer Park Sex die EP From Below; Run to Hide und Stumbling Through Air wurden als Videosingles ausgekoppelt. Diese Platte markierte eine Erweiterung in deren Musikstil in Richtung Djent und Alternative Metal. Einerseits erklangen in diese Aufnahmen achtsaitige Gitarren als Novum, andererseits sang Juan Gracia zum ersten Mal Songs, die komplett ohne Geschrei (shouts) auskamen. Später im Jahr nahmen sie am Djent und Progressive Metal Euroblast Festival X unter anderem mit Animals as Leaders, Monuments und TesseracT teil und spielten einzelne Gigs in Deutschland und im Ausland. Ende 2015 stieß Kain Nod als Neuer Bassist zur Band zu und der ehemalige Bassist Roman Karius wechselte zur Gitarre. Nur Wochen später verließ Gitarristin Emily Casey aus persönlichen Gründen die Band.
Anfang 2016 wurde Trailer Park Sex mit At the Gates, Heaven Shall Burn und Katatonia Teil des Metaltowns Festivals in Göteborg, Schweden. Anschließend tourten sie durch Polen, wo sie ebenfalls auf dem Materiafest-Festival mit Textures, Totem, Modern Day Babylon und Materia spielten. Weitere Highlights 2016 wurden die Auftritte beim With-Full-Force-Festival (headliners Five Finger Death Punch, Slayer, Amon Amarth), bei der „Out of the Box Tour“ der englische Band Hacktivist und bei der „King of Everything Tour“ der ukrainische Band Jinjer.
Mitte 2017 trennte sich die Band vom ehemaligen Bassisten und Gitarristen Roman Karius. Juan Gracia übernahm daraufhin wieder die Gitarre. In September 2017 löste sich die Band auf und die verbliebenen Bandmitglieder gründeten in Hamburg die Alternative Metal und Djent Band Eve of Alana (Kurzform EoA).

## Stil und Eigenheiten

### Musik
Die Musik von Trailer Park Sex wies Einflüsse aus unterschiedlichen Stilrichtungen auf. Standen zu Anfang noch Elemente des Mathcore, Metalcore und Jazz (wie bei The Dillinger Escape Plan und War from a Harlots Mouth) im Fokus, wandelte sich in der Folgezeit der Musikstil immer mehr über Groove Metal (wie bei Lamb of God oder Pantera) in Richtung Djent und Alternative Metal (wie bei Periphery, Northlane, Incubus und Deftones). Hinzu kamen Einflüsse aus dem Alternative Rock und Grunge (wie bei Faith No More, Alice in Chains und Stone Temple Pilots).
Zu ihrem Musikstil äußerte sich die Band u. a. wie folgt:

“We are not affiliated to any Kind of trendy shit, we don’t Play a specific genre of Music and we are not trying to be cool for you. On the other Hand we stand against racism, fascism and 100 % for animal rights and equality.”

„Wir gehören nicht zu irgend einem aktuellen Müll, wir spielen kein bestimmtes Musikgenre und wir versuchen nicht für euch cool zu sein. Auf der anderen Seite sind wir gegen Rassismus, Faschismus und 100 % für Tierrechte und Gleichheit.“

Eine Besonderheit der Band lag darin, dass mit Lea Swetlana das Schlagzeug mit einer Frau besetzt ist, was insbesondere im Rock- und Metal-Bereich eher selten ist.

### Texte
Die Liedtexte setzten sich mit diesen sowie mit gesellschaftskritischen und sozialen Themen auseinander und waren meist in englischer Sprache verfasst, teils aber auch in italienischer und spanischer Sprache.

### DIY-Ethik
Seit ihrer Entstehung managte sich die Band selbst, sowohl im künstlerischen Bereich (Artwork, Videoschnitt, Textilveredelung) als auch im Business-Bereich (Booking, Promotion). Sie gehörte zu den ausgeprägten Vertretern der nationalen DIY-Szene; so sah zum Beispiel Rezensent Frank Engelhardt vom Fuze Magazine die Band als ein „Paradebeispiel für DIY“ an.
Seit 2014 war die Band mit einem DIY Textildruck Workshop fester Bestandteil des jährlichen Wacken Foundation Angebotes beim Wacken Open Air. 2017 partizipierten sie mit diesem Workshop (ebenfalls an der Seite der Wacken Foundation) auch bei den Hamburg Metal Dayz und beim Reload Festival.

## Rezeption
Bereits nach Erscheinen ihrer Debüt-EP Now or Fucking Never fand Trailer Park Sex einige Beachtung; unter anderem brachte das Ox-Fanzine 2010/2011 sowohl ein Review der EP von dem Musikwissenschaftler Marcus Erbe, der den Newcomern „äußerst eingängige Rockmusik […] auf höchstem handwerklichen Niveau“ bescheinigte, als auch danach ein Interview, das wiederum Marcus Erbe mit der Band geführt hatte. Das Online-Musikmagazin vampster sah in seinem Review von Anfang 2011 „Professionaliät“ und „das Potenzial für weit mehr“, während das Fuze Magazine die EP im Herbst 2011 reviewte („haben mit ‚Got no Candy‘ den Hit des Jahres geschrieben“) und dem Heft eine Sonderedition der CD als Bonus beilegte. Anfang 2012 befasste sich der Musikjournalist Dominik Winter im Magazin Metal Hammer mit dem Band-Debüt.
Anfang 2012 brachte der Regionalsender Hamburg 1 anlässlich der Beteiligung von Trailer Park Sex am Hard Rock Rising ein Fernseh-Kurzporträt der Band, das seitdem als Video auf den Websites des Senders und des Hamburger Abendblattes verfügbar ist.
2013 förderte die Wacken Foundation, die sich der Förderung von Hard- und Heavy-Metal-Musik verschrieben hat und dabei vor allem talentierte Bands und Künstler insbesondere finanziell unterstützt, eine CD-Produktion von Trailer Park Sex.
Das daraufhin entstandene Album Struggle und die nachfolgende Nord- und Südamerika-Tour erfuhren überwiegend positive Reaktionen und brachten der Band wiederum einige Beachtung, sowohl auf nationaler als auch internationaler Ebene, wie zum Beispiel von Dominik Winter im Magazin Metal Hammer („Trailer Park Sex gehören mit Abstand zum Besten, was Europas Untergrund derzeit zu bieten hat“), beim spanischsprachigen, uruguayischen Onlinemagazin La Estadea – Rock & Metal Web („únicos y geniales“, dt. „einzigartig und großartig“) und im spanischsprachigen, uruguayischen  Webzine Rise! Metal-E-Zine („muy buena interacción, […] una gran presentación“, dt. „sehr gutes Zusammenspiel, […] eine großartige Show“). Im Rise!-Webzine erschien zudem ein Interview mit der Band, während die spanischsprachige, uruguayische Tageszeitung El País ein Porträt der Band brachte.
Beim Internetradio RauteMusik waren zuletzt (Ende 2017) mehr als 20 Titel der Band gelistet, die am häufigsten auf dem Spartenkanal WackenRadio.com, dem offiziellen Metal Radio vom Wacken Open Air Festival, liefen.

## Galerie

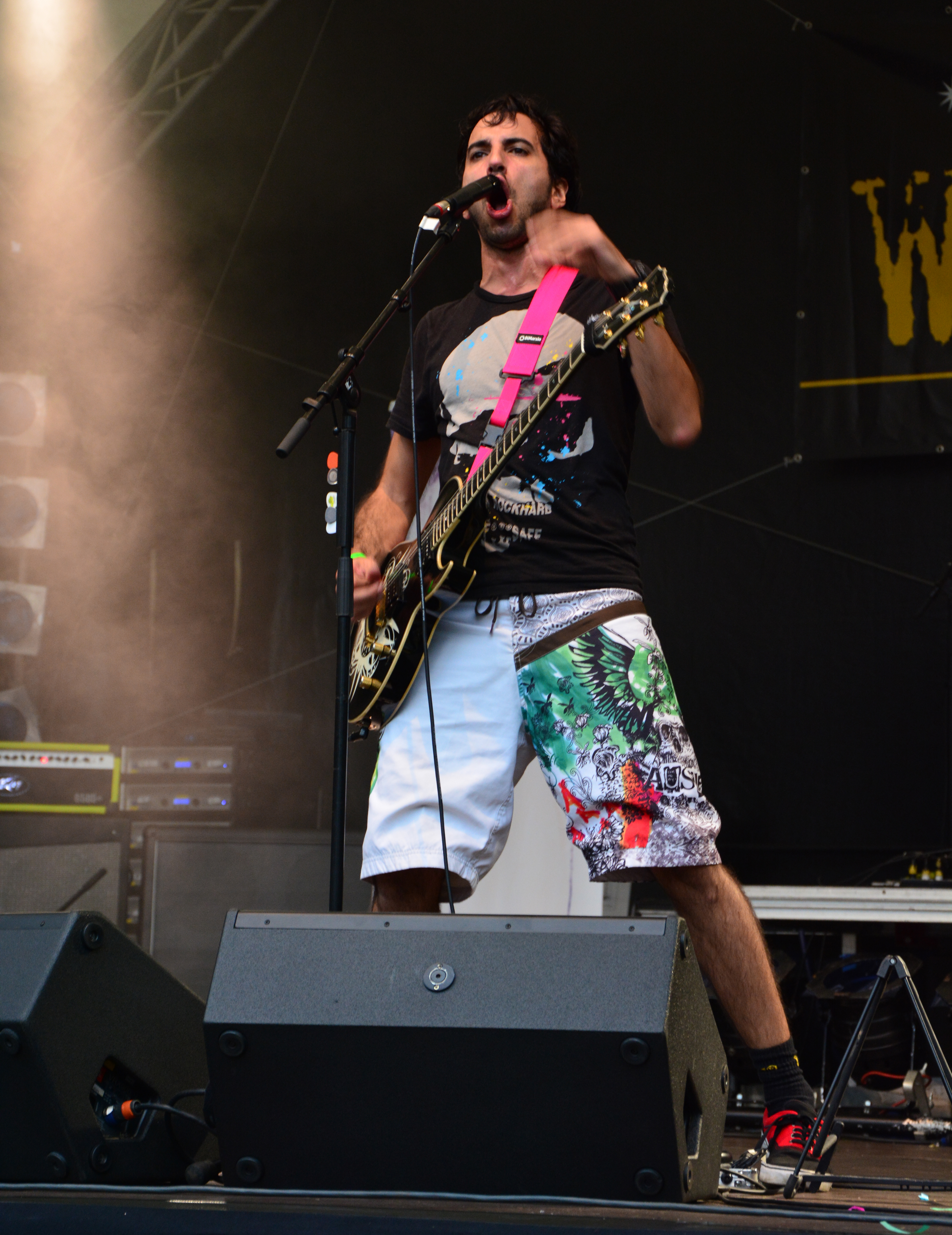
Juan Gracia
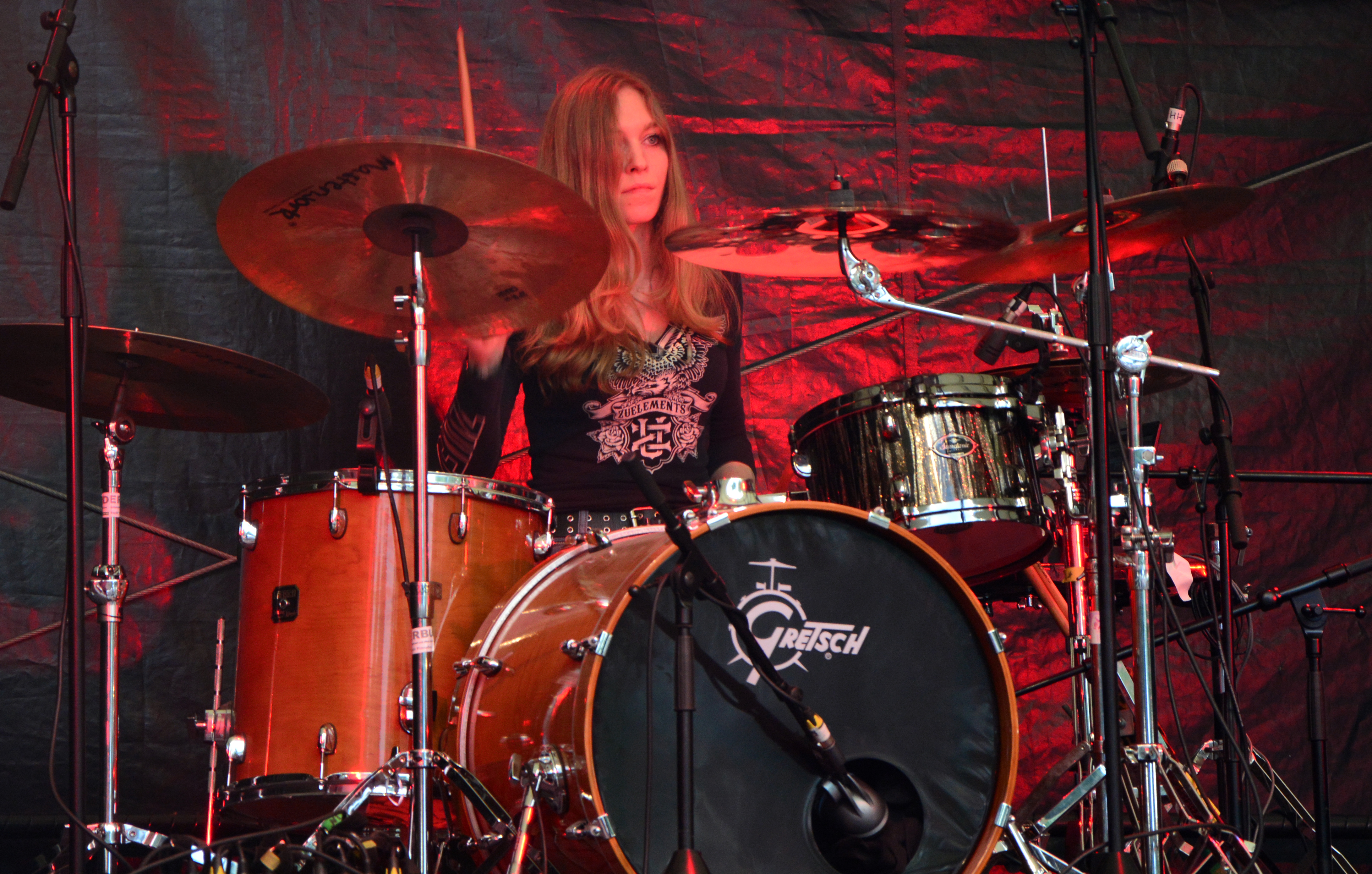
Lea Swetlana
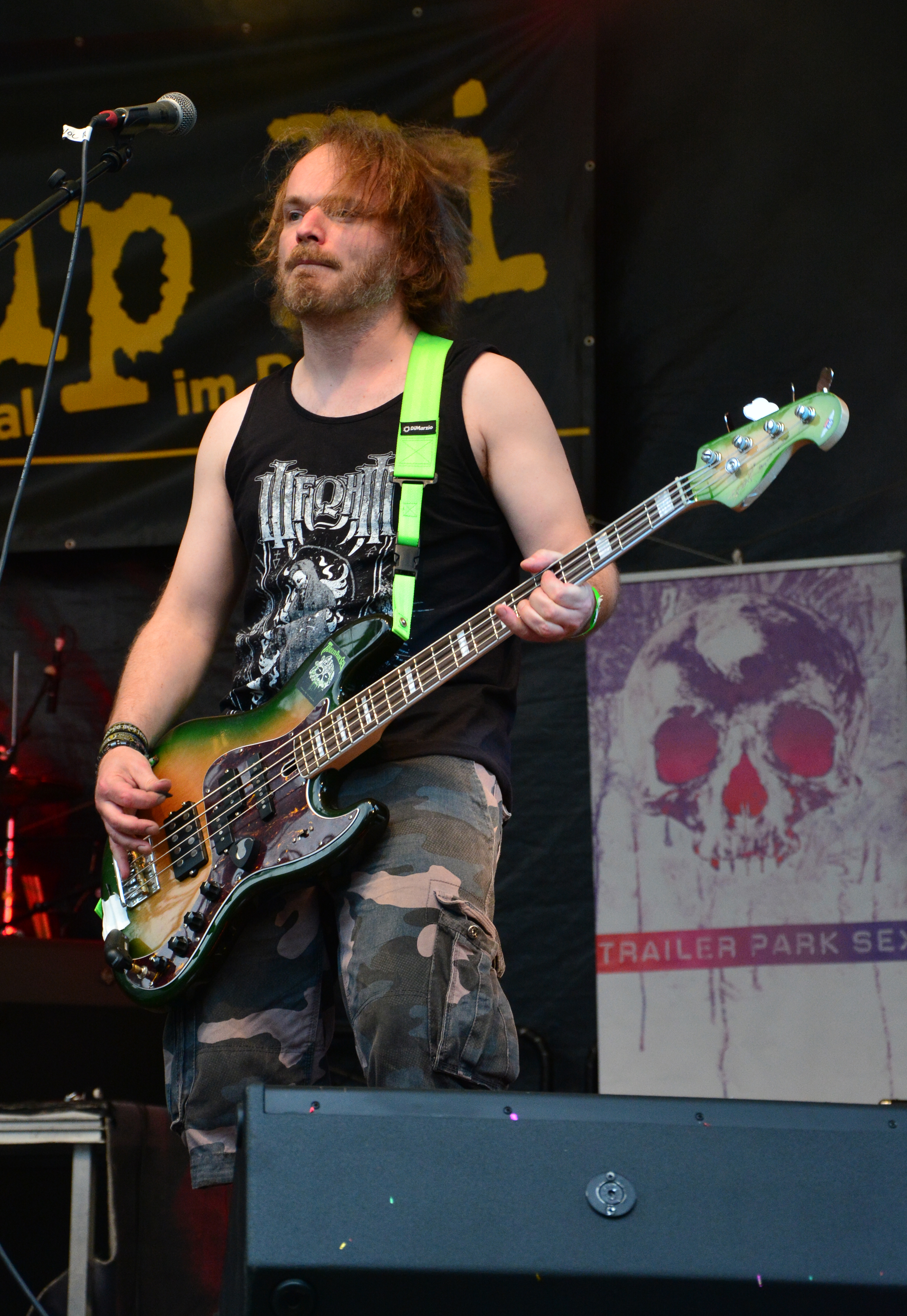
Roman Karius

## Diskografie

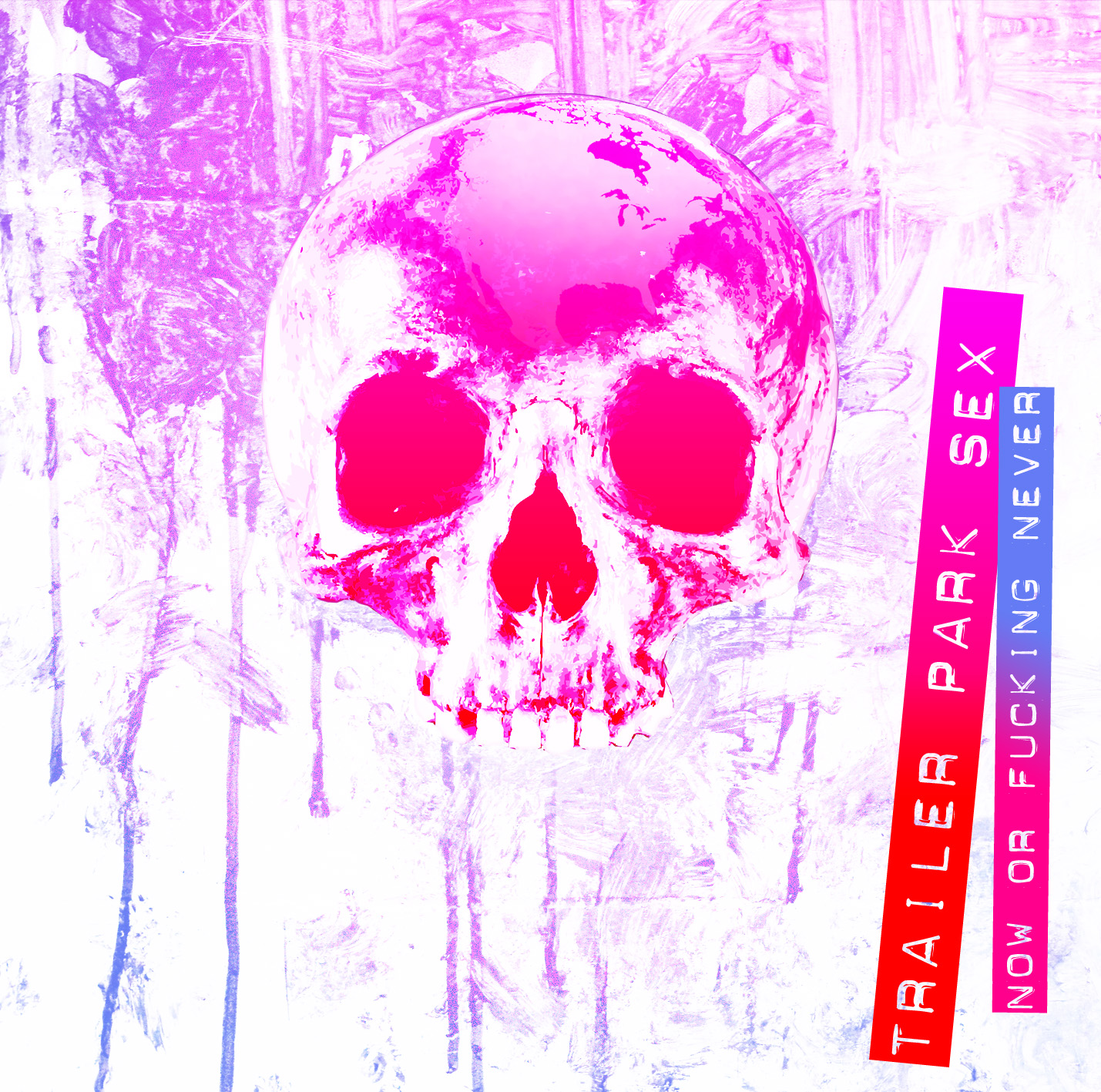
Cover der EP Now or Fucking never

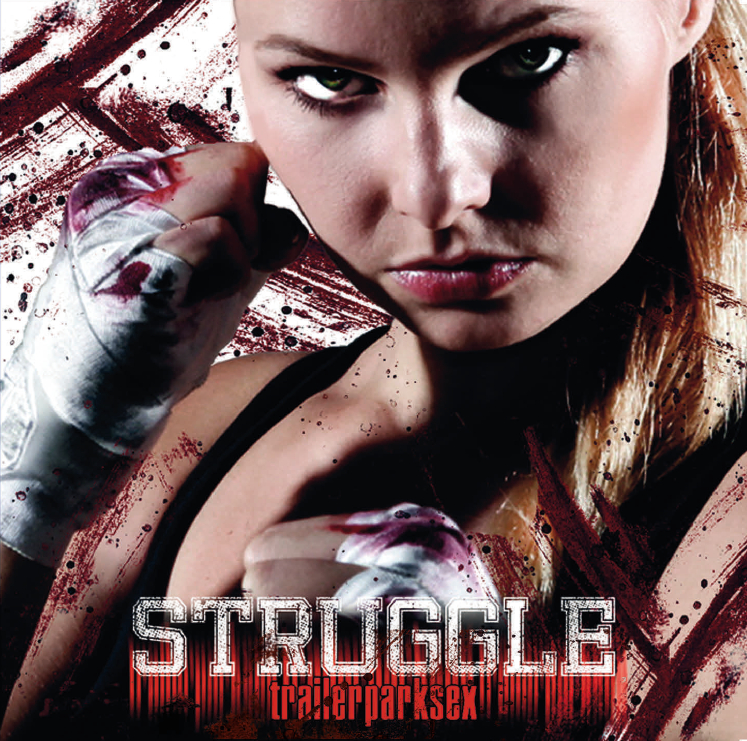
Cover der Lp Struggle

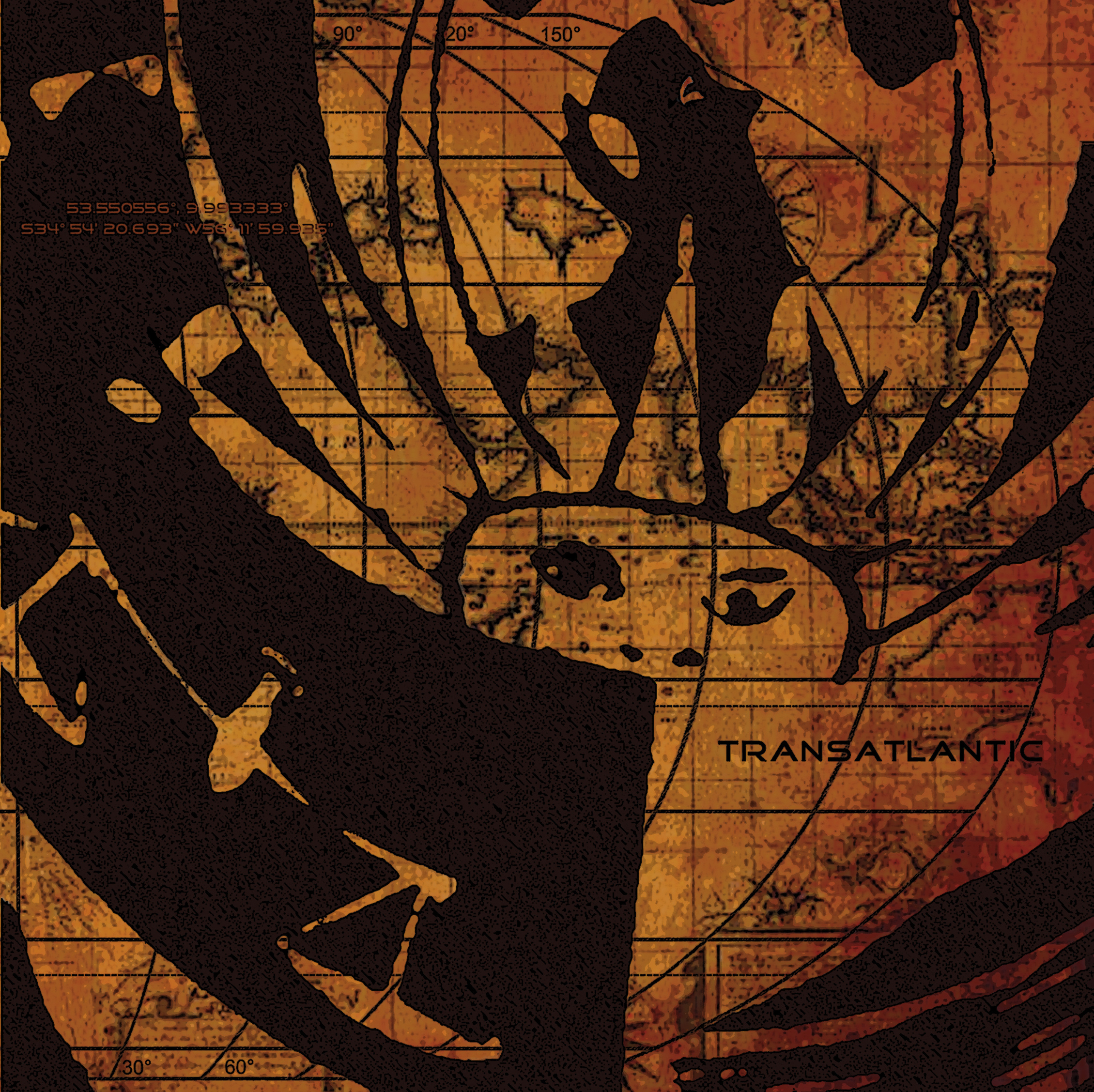
Cover der EP Transatlantic

### EPs
- 2010 Now or Fucking Never (Eigenproduktion)
- 2011 Sonder-Edition von Now or Fucking Never (Fuze-Magazine-Beilage)
- 2013 Transatlantic (Eigenproduktion)
- 2015 from Below (Eigenproduktion)

### Alben
- 2013  Struggle (LP, Eigenproduktion)

### Compilationbeiträge
- 2011 Schizophrenia. In: Listen Up, Kids. Volume 8 (Midsummer Records)
- 2012 Got No Candy. In: Audiosurf //die.besten.bands.im.netz – Special Edition Musikmesse 2012 (CD-Sampler für die Musikmesse Frankfurt 2012, Regioactive.de/Backstage PRO)
- 2014 Fucking Nazis In A Beautiful Budapest. In: Lampedusa Soli Sampler. (Förderverein Karawane e. V.[39])
- 2015 They Live. In: Brutal Vision Vol. 2. (Deafground Records / Nuvinci Records)

### Musikvideos
- 2011 Got No Candy
- 2012 Budapest
- 2013 Requiem for the Bloodless
- 2013 We’ve Got Business
- 2013 Ain’t No Life
- 2015 American Nightmare
- 2015 Run to Hide

## Bandporträts und Interviews

### Magazine, Zeitungen, Webzines
- Marcus Erbe: Interviews: Trailer Park Sex. Familienbande. Ox-Fanzine Nr. 95, April/Mai 2011 (online).
- Será en Bluzz Live. Metal teutón. El País, Montevideo (Uruguay), vom 16. April 2013 (spanisch; online).
- Jorge Patacas: Entrevista: Trailer Park Sex. Rise! Metal-E-Zine, Montevideo (Uruguay), vom 19. Juni 2013 (spanisch; online).
- Patrik Svensson: Do it yourself Motherfucker!Kulturungdom, Gothenburg (Schweden), vom 7. März 2016 (englisch; kulturungdom.se).